# Autorretrato de Judith Leyster
Autorretrato de Judith Leyster es una pintura del Siglo de Oro holandés en la colección de la Galería Nacional de Arte, que había sido ofrecida en 1633 como obra maestra al Gremio de San Lucas de Haarlem. Fue atribuido durante siglos a Frans Hals y solo correctamente atribuido a Judith Leyster al ser comprado por el museo en 1949. El estilo es de hecho comparable al de Hals, el retratista más famoso de Haarlem.
En 2016 se encontró un segundo autorretrato, datado en 1653.
Aunque Leyster mira muy relajada, la composición es hasta cierto punto una confección artificial. Está vestida con lo que serían sus mejores ropas, que en realidad es muy poco probable que se arriesgara a manchar con los óleos frescos, y la figura que está pintando está tomada prestada de otro trabajo, y quizás nunca pintada como figura sola. 
Los críticos destacan el sentido de "cercanía barroca" en esta pintura. La artista y el espectador están muy cerca, y muchos de los elementos en la pintura están acortados para sentirlos más próximos y como entrando en el espacio del espectador.

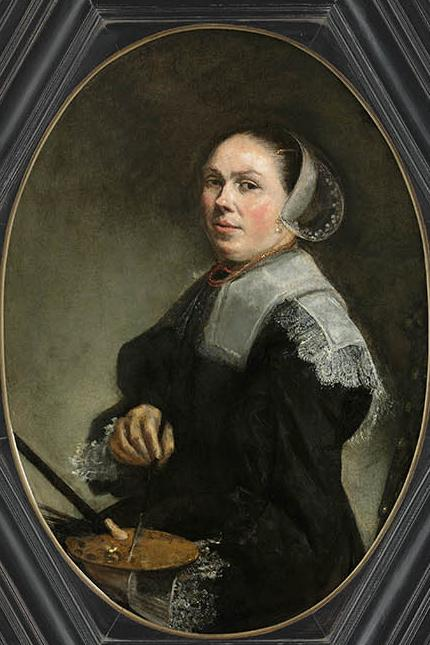
Autorretrato de 1653.

## De fondo

### La artista
Para las mujeres de la época, ser pintora era inusual. Judith Leyster, sin embargo, era una artista activa ya con dieciocho años. Se convirtió en la primera pintora exitosa de los Países Bajos durante la cumbre de la pintura holandesa, conocida como la Edad de Oro. Enseñó a alumnos mientras dirigía su propio taller y vendía sus trabajos. Leyster se especializó en escenas de género, junto con retratos y bodegones. Firmaba sus pinturas con sus iniciales y el monograma de una estrella por un juego de palabras con su apellido, que significa "estrella principal" (como los navegantes holandeses llamaban a la estrella Polar). Judith Leyster fue también probablemente el primer miembro femenino del gremio de pintores de Haarlem, dominado por hombres. Aunque conocida y apreciada por sus contemporáneos, desafortunadamente, después de su muerte fue olvidada y sus obras habitualmente atribuidas a Frans Hals.

### Atribuciones a Frans Hals
Se desconoce si Leyster fue alumna de Frans Hals, pero su estilo era muy similar. Esto explica por qué algunas de sus pinturas fueron luego atribuidas a él.
Como casi siempre firmaba las pinturas con el monograma, los antiguos historiadores del arte atribuían sus obras a Frans Hals u otros pintores masculinos holandeses durante los siguientes siglos. Este Autorretrato, era de los atribuidos a Hals y puede haber sido vendido como "Hija del artista" en los primeros catálogos de ventas. En los siglos XVIII y XIX, los coleccionistas y los comerciantes a menudo pintaban firmas falsas de Frans Hals en obras de artistas desconocidos o no tan famosos, para venderlas a mayor precio como un supuesto original del maestro. La pintura fue vendida por la Ehrich Galleries de Nueva York el 9 de mayo de 1929 al Señor y Señora de Robert Woods Bliss, de Washington, D.C por 250 000 dólares. En 1928 W.R. Valentiner lo declaró un retrato de Leyster hecho por Hals. En 1930 Gerrit David Gratama afirmó que la pintura era de Leyster misma, declarando que fue realizada mientras preparaba su otra pintura, El trío alegre.

### Obra maestra
Judith Leyster entró al gremio de San Lucas de Haarlem como maestra independiente en 1633. Esto era raro, dado que las mujeres estaban excluidas de unirse al gremio. Ser parte del gremio era extremadamente importante para tener éxito. Era muy difícil vender obras de arte o tener un estudio donde enseñar sino se formaba parte del gremio. Leyster incluso se convertiría en maestra del gremio. Fue en ese momento que solicitó ser maestra que creó esta pintura como su "obra maestra". En esta pintura ella está mostrando por tanto sus habilidades. Se pintó a la moda, un enorme cuello de encaje y mangas de seda, lo que habría sido extremadamente caro y probablemente sus mejores ropas. Es muy poco probable que llevara semejante atuendo para pintar. Como la mayoría de retratados, querría mostrarse en su mejor momento. También le permitía mostrar su habilidad para describir los diferentes textiles. En el caballete aparece un violista tocando que ríe, un ejemplo típico del tema denominado pintura de género que pintó principalmente.

## Descripción

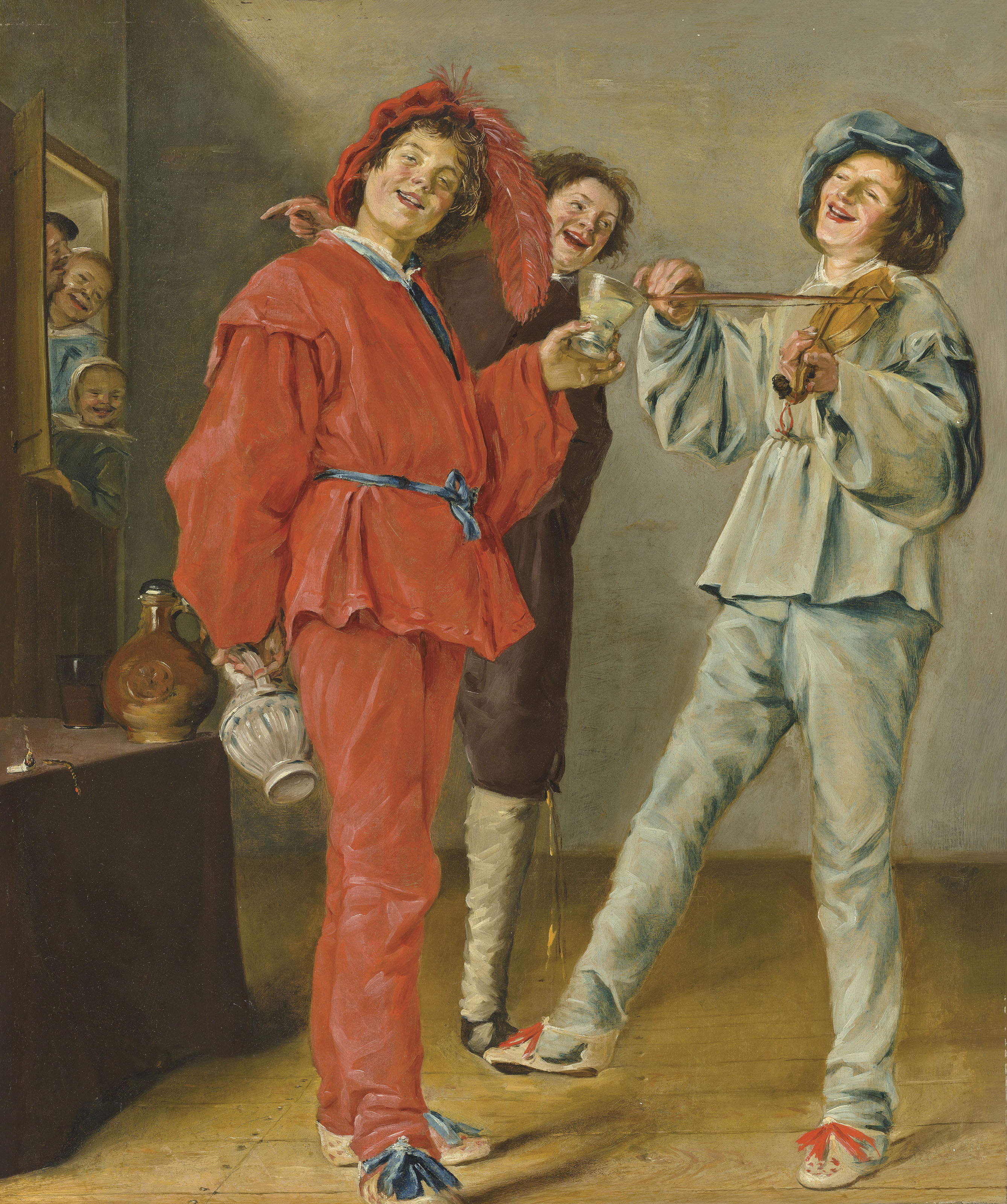
Judith Leyster El trío alegre.

### Asunto
Continuando la tradición de los artistas del siglo XVI que presionaron para que la pintura fuera vista como una profesión y no como un oficio, Leyster escogió describirse llevando puños de encaje, un lujoso vestido y un cuello enorme, el cual no habría sido apropiado para pintar, pero sí para su intención de mostrar riqueza y éxito. También pintó los óleos frescos sobre su paleta en otra muestra de habilidad. Al hacerlo, ella procura distinguirse de los artesanos menos calificados y exhibe sus capacidades técnicas. Aunque se desconoce si Leyster estudió con Hals, las pinceladas sueltas y la pose informal repiten sus elecciones estilísticas. Aunque se trata de un autorretrato, tiene un enfoque diferente. Leyster se pintó a sí misma haciendo lo que mejor se le daba. Se muestra trabajando en la preparación de otra pintura superviviente suya, El trío alegre.
Al igual que otras pinturas de Leyster, el autorretrato tiene una calidad momentánea — está girada parcialmente hacia el espectador con sus labios separados como si fuera a hablar. Se dice que los labios entreabiertos es una referencia a la poesía y cómo la pintura tiene también relación con ella. Leyster también se pinta con el brazo apoyado en la silla con informalidad, como confiada en su habilidad. También está mirando hacia el espectador, como si le invitara a su estudio. Esto, junto con el puñado de pinceles y la inclusión del caballete con el violinista de El trío alegre, sugiere que la pieza fue pensada para exhibir sus capacidades; por tanto, otra manera de la artista de mostrar a los espectadores que es capaz de crear tanto un retrato como escenas de género.

### Composición
Según Hofrichter, una radiografía demuestra que la figura en el caballete era inicialmente el retrato de una joven, manteniendo así la tradición de otras obras maestras de la época para mostrar la pericia del artista, pero ella lo cambió para mostrar que era también capaz de pintar figuras en poses teatrales así como retratos. En vez de mostrarse en un autorretrato pintando un autorretrato, la artista decidió aprovechar la oportunidad de mostrar su habilidad y su éxito como pintora, incorporando una pintura popular suya.

## Exposiciones
- 1937 — Frans Hals Tentoonstelling ter gelegenheid van het 75-jarig bestaan van het gemeentelijk Museo te Haarlem, Museo Frans Hals, Haarlem, núm. 9, atribuido a Frans Hals.
- 1993 — Judith Leyster: Una maestra holandesa y su mundo, Frans Halsmuseum, Haarlem; Museo de Arte de Worcester, Massachusetts, 1993, núm. 7, como obra de Leyster.
- 2009 — Judith Leyster, 1609-1660, exposición para celebrar el 400º aniversario de Judith Leyster, Galería Nacional de Arte, Washington D. C.; Museo Frans Hals, Haarlem, 2009-2010.